# DOIT
DOIT là một phương pháp tư duy sáng tạo rất hiệu quả trong môi trường nghiên cứu. Nó được nhiều người mệnh danh là một "Trình tự đơn giản để sáng tạo".
Trong khi các kỹ thuật khác tập trung trên từng khiá cạnh đặc biệt của tư duy sáng tạo thì DOIT sẽ "gói ghém" chúng lại với nhau, và dẫn ra các phương pháp về sự xác định ý nghĩa và đánh giá của vấn đề. DOIT giúp bạn tìm ra kỹ thuật sáng tạo nào là tốt nhất.
Chữ DOIT là chữ viết tắt từ Anh ngữ bao gồm:
D
Define Problem (Xác định vấn đề)
O
Open Mind and Apply Creative Techniques (Cởi mở Ý tưởng và Áp dụng các Kỹ thuật Sáng tạo)
I
Identify the best Solution (Xác định lời Giải hay nhất)
T
Transform (Chuyển bước)

## Lịch sử của phương pháp
Kĩ thuật này đã được miêu tả lần đầu trong quyển "The Art of Creative Thinking" (tạm dịch Nghệ thuật Tư duy Sáng tạo) của Robert W. Olson năm 1980.

## Cách tiến hành
Dựa theo các bước viết tắt của DOIT sự tiến hành phân ra như sau

### Xác định vấn đề
Phần này tập trung vào phân tích vấn đề để đoan chắc rằng vấn đề được đặt ra là đúng. Những bước sau đây sẽ giúp khẳng định và cô lập nguyên do của vấn đề:
- Kiểm lại rằng bạn nắm vững vấn đề, không chỉ thấy dấu hiệu của nó. Hãy hỏi lập đi lập lại rằng tại sao vấn đề tồn tại, cho tới khi nào bạn nhận ra cội rễ của vấn đề.
- Đặt câu hỏi tại sao vấn đề nảy sinh. Điều này có thể dẫn tới mệnh đề tổng quát hơn của vấn đề.
- Hãy nắm rõ các giới hạn, biên giới của vấn đề. Rút ra từ các đối tượng cái gì là mục tiêu muốn đạt tới, cái gì ràng buộc những hoạt động/thao tác để đạt mục tiêu, và cái gì là những điều kiện môi trường có thể thay đổi hay hoán chuyển hay không các điều kiện này.
- Ghi xuống các mục đích, các đối tượng và/hoặc các tiêu chuẩn mà một lời giải của vấn đề phải thoả mãn. Sau đó, hãy "kéo dãn" mỗi mụch đích, mỗi đối tượng và tiêu chuẩn ra và viết xuống tất cả những ý tưởng mà nó có thể được "để mắt tới".
- Khi mà vấn đề tưởng chừng rất lớn, thì hãy chia nhỏ hay bẻ gãy nó ra thành nhiều phần. Tiếp tục như vậy cho tới khi tất cả các phần chia ra đều có thể giải đoán được trong đúng phạm vi của nó, hay là phải xác định một cách chính xác những vùng nào cần nghiên cứu để tìm ra. (Xem thêm về kỹ thuật phân tích vấn đề.)
- Tổng kết vấn đề trong một dạng càng ngắn gọn súc tích càng tốt. Tác giả cho rằng cách tốt nhất để làm việc này là viết xuống một số mệnh đề miêu tả vấn đề bằng hai từ và lựa chọn mệnh đề nào rõ nhất.

### Cởi mở ý tưởng và áp dụng các kỹ thuật sáng tạo
- Một khi đã nắm rõ vấn đề muốn giải quyết, bạn đã có đủ diều kiện để bắt đầu đề ra các lời giải khả dĩ. Hãy chấp nhận tất cả những ý tưởng hay nảy sinh trong óc.
- Ở giai đoạn này chúng ta không cần đánh giá về các ý tưởng được đưa ra (cởi mở ý tưởng). Thay vào đó, hãy cố đưa ra càng nhiều càng tốt các ý kiến có thể dùng. Ngay cả những ý tồi có thể làm ngòi nổ cho các ý tốt về sau.
- Kích thích những ý mới bằng cách "lôi ra" (một cách bắt buộc) những sự tương đồng, tương tự giữa vấn đề đang suy nghĩ với những vấn đề khác tưởng chừng không hề có một liên hệ nào với nhau. Chẳng hạn như (dùng phương pháp Thu Thập ngẫu nhiên):
  1. Viết xuống tên của các đối tượng vật chất, hình ảnh, thực vật, hay động vật.
  2. Lập danh sách chi tiết các đặc tính của nó.
  3. Sử dụng danh sách này để làm mồi kích thích trực giác nảy sinh các ý mới cho việc giải quyết vấn đề.
- Có thể dùng đến tất cả các phương pháp tư duy sáng tạo khác để tìm tất cả các ý có thể là lời giải đúng cho vấn đề. Mỗi phương pháp sẽ cho ta những điểm mạnh và những điều lợi ích.
- Hãy hỏi nhiều ngươì có nền tảng học vấn, có hiểu biết, và có mức độ thông minh khác nhau cho ý kiến về các lời giải. Trong khi đưa ra các lời giải, hãy nhớ cho rằng mỗi cá nhân khác nhau sẽ có một cách tiếp cận khác nhau và cái nhìn khác nhau về cùng một vấn đề, và gần như chắc chắn rằng các ý kiến dị biệt đó sẽ góp phần vào quá trình chung.

### Xác định lời giải hay nhất
Chỉ có trong bước này mới cần lựa ra ý tưởng hay nhất trong các ý đã nêu trong các bước trước. Thường thì ý tưởng tốt nhất được nhận ra một các hiển nhiên. Nhưng nhiều lúc, một cách có giá trị là kiểm nghiệm và phát triển chi tiết hơn những ý kiến đã đề ra trước khi lựa chọn ý nào hay hơn để chắc chắn rằng một lời giải hay không bị bỏ quên. Cách thức đánh giá các lời giải cũng tuỳ theo mục đích và điều kiện đã xác định ở bước đầu. Một cách hay là đưa ra một thang điểm khách quan trong việc đánh giá các phương án. Cuối cùng phương án nào cao điểm nhất sẽ được chọn.
- Khi lựa chọn lời giải phải luôn bám sát vào các mục đích của bạn. Việc quyết định sẽ trở nên dễ dàng khi mà bạn hiểu rõ các mục đích này.
- Ghi ra tất cả những "mặt trái" hay điểm yếu của ý kiến của bạn. Hãy thật sự nghiêm khắc! Cố gắng để làm tốt lên (mỹ hoá) các mặt xấu này. Sau đó hãy điều chỉnh lời giải để giảm các khía cạnh yếu kém trên.
- Hãy nhấn mạnh các hậu quả tiềm tàng: xấu nhất cũng như tốt nhất có thể xảy đến khi thực thi lời giải của bạn. Điều chỉnh lại lời giải để giảm nhẹ hết sức hậu quả xấu và tăng cường tối đa những ảnh hưởng tích cực. Tiến hành "Chuyển bước" nếu bạn có đủ sức.

### Chuyển bước
- Sau khi xác định và đưa ra lời giải cho vấn đề, thì bước cuối cùng là thực hiện lời giải. Biến lời giải thành hành động. Bước này không chỉ bao gồm sự phát triển sản phẩm bền vững của các ý kiến của bạn mà còn bao gồm cả các mặt khác (như là thị trường và giao thương nêu vấn đề có liên quan đến sản xuất). Điều này có thể cần nhiều thì giờ và công sức. Bước cuối này thường trở nên khó khăn cho nhiều người nghiên cứu độc lập không có kinh nghiệm về sản xuất. Do đó việc liên kết với các nhà sản xuất có kinh nghiệm hay các nhà đầu tư cũng là một bước đòi hỏi một số kỹ năng gia tế cần thiết.
- Hiểu biết tường tận về thị trường, địa phương, chế độ, luật lệ, con người, xã hội và các yếu tố sản xuất tại nơi mình muốn thực thi kế hoạch sẽ đóng vai trò tối quan trọng trong bước này.
- Một lời nhắc nhở khá quan trọng: Khi mà thì giờ cho phép, hãy lợi dụng tìm hiểu thêm những quá trình nghiên cứu và những dự định khác xem các ý kiến nào đã được thử nghiệm.
- Có rất nhiều nhà sáng tạo thất bại trong giai đoạn này. Họ sẽ có nhiều vui sướng để sáng chế ra nhiều sản phẩm và dịch vụ mới là những thứ có thể đi trước thị trường hiên tại trong nhiều năm. Họ lại thất bại để phát triển chúng và đành bó tay ngắm nhìn những người khác hưởng lợi trên những ý tưởng sáng tạo này trong rất nhiều năm (như trường hợp của người sáng lập ra thương hiệu McDonald's, người tìm ra chất kháng sinh penicillin đầu tiên, máy chụp ảnh...)